# Gordy
Gordy är en amerikansk familj dramakomedi från 1995 om en griskulting som söker sin familj, vilken har försvunnit eftersom de tagits till slakthuset i Omaha. Filmen släpptes den 12 maj 1995. Det distribueras av Miramax Family Films.

## Skådespelare
- Doug Stone som Luke MacAllister
- Kristy Young som Jinnie Sue MacAllister
- Tom Lester som kusin Jake
- Deborah Hobart som Jessica Royce
- Michael Roescher som Hanky Royce
- James Donadio som Gilbert Sipes
- Ted Manson som Henry Royce
- Tom Key som Brinks
- Jon Kohler och Afemo Omilami som Dietz och Krugman

### Röster
- Justin Garms som Gordy
- Hamilton Camp som Gordys pappa
- Jocelyn Blue som Gordys mamma
- Frank Welker som berättare
- Tress MacNeille som Wendy
- Earl Boen som Minnesota Red
- Frank Soronow som Dorothy the Cow
- Billy Bodine som griskulting
- Blaek McIver Ewing som griskulting
- Julianna Harris som griskulting
- Sabrina Weiner som griskulting
- Heather Bahler som griskulting
- Jim Meskimen som Bill Clinton (röster)

## Svenska röster[3]
- Gabriel Hagenfors - Hanky
- Kristin Westman - Gordy
- Johan Hedenberg - Gilbert Sipes
- Gunnar Uddén - Kusin Jake och Henry Royces advokat
- Linnéa Hagenfors - Jinnie Sue Macallister
- Monica Forsberg - Jessica
- Bertil Engh - Luke Macallister
- Nils Eklund - Henry Royce
- Anders Öjebo - Dietz och Mr. Kokoyakis assistent
- Stefan Persson[vem?] - Krugman
- Christel Körner - Mamma gris
- Ingemar Carlehed - Guvernör
- Magnus Persson[vem?] - President
- Thomas Banestål - Mr Kokoyaki